# Glyphodes principalis
Glyphodes principalis is een vlinder uit de familie van de grasmotten (Crambidae), uit de onderfamilie van de Spilomelinae. De wetenschappelijke naam van deze soort is voor het eerst voorgesteld door Francis Walker in een publicatie uit 1866.
De soort komt voor op het eiland Sumatra.